# Glinsko
Glinsko (pronuncia [ˈɡliːnskɔ]) è un insediamento (naselje) di 40 abitanti, della municipalità di Celje nella regione della Savinjska in Slovenia.
L'area faceva tradizionalmente parte della regione storica della Stiria, ora invece è inglobata nella regione della Savinjska.